# 캄보디아의 재외공관 목록

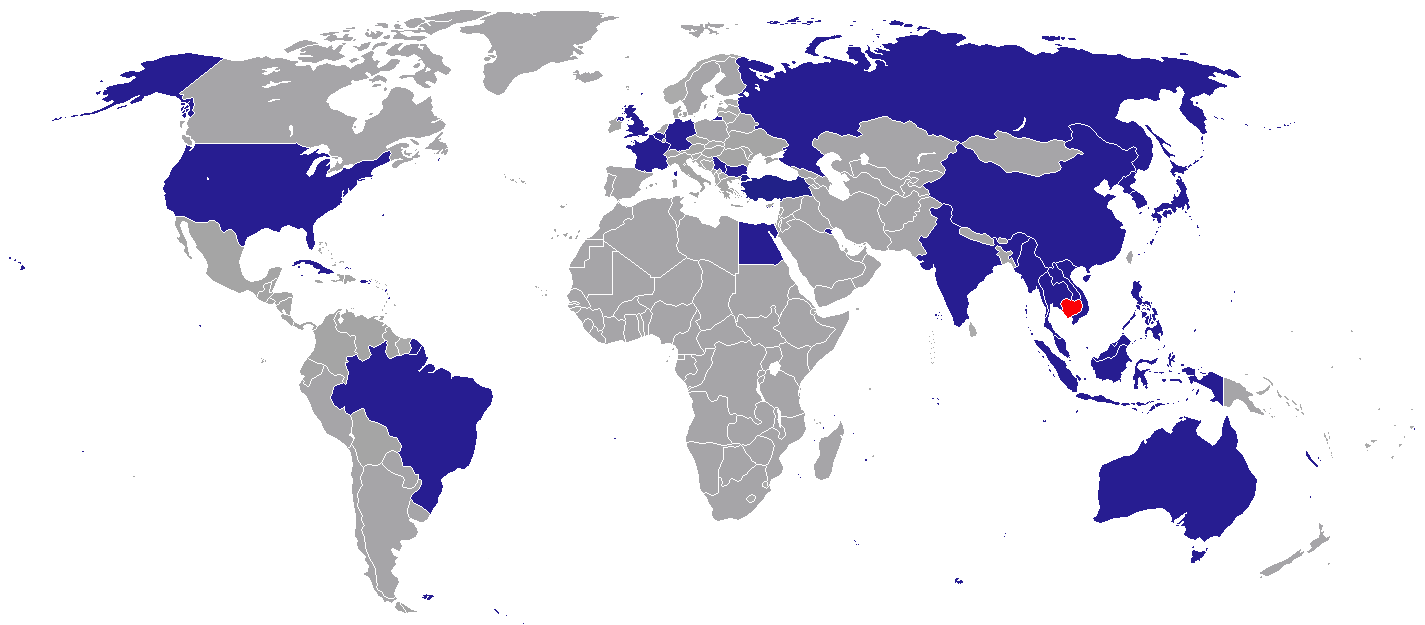
각국에 설치 및 마련된 캄보디아 대사관 설치 국가들

캄보디아의 재외공관 목록은 캄보디아 주재 대사관을 각국에 상주시켜 놓는 것을 의미하며, 캄보디아의 재외공관을 나열한 목록이다.

## 아메리카

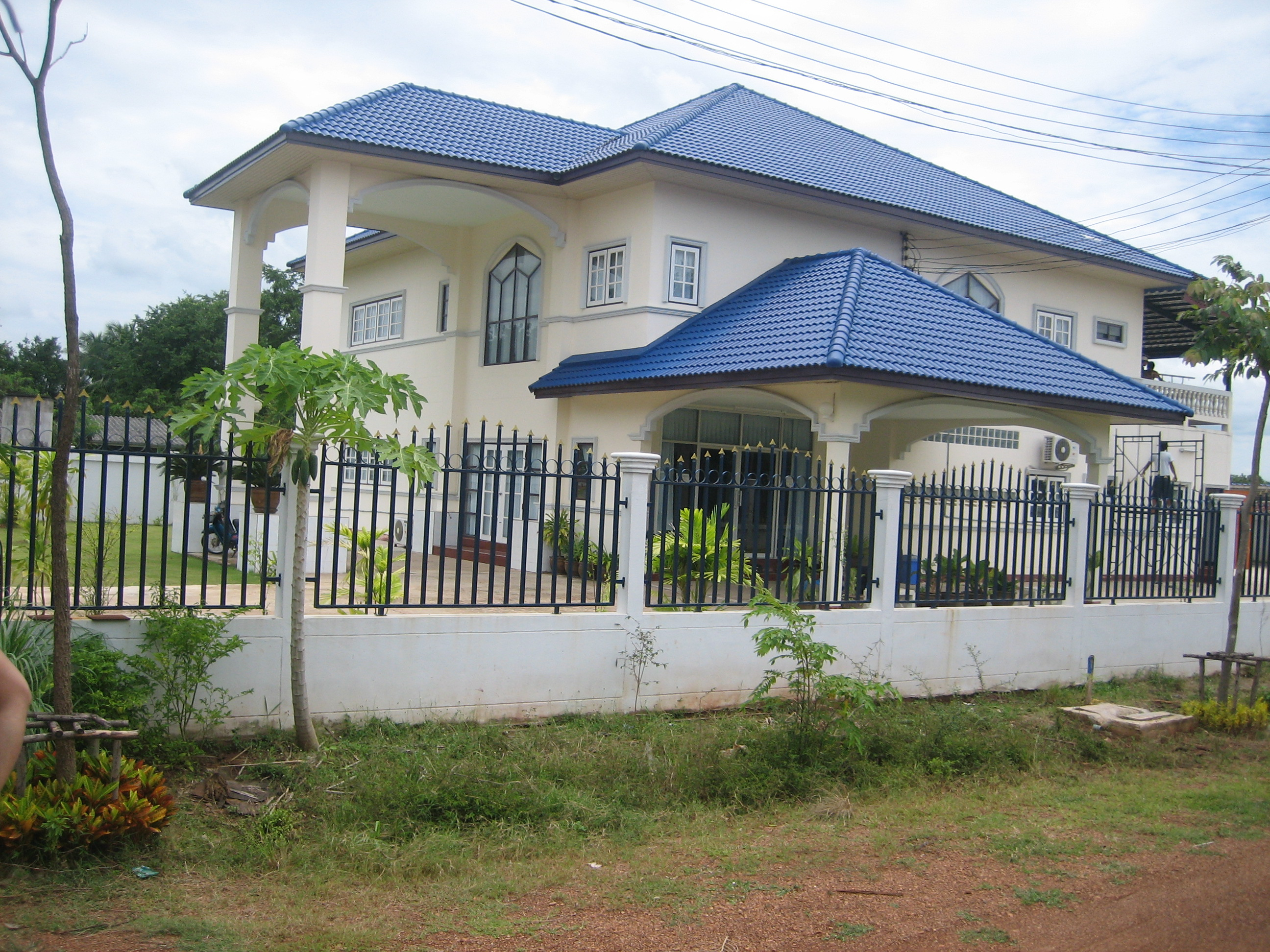
아란야쁘라텟 주재 캄보디아 영사관

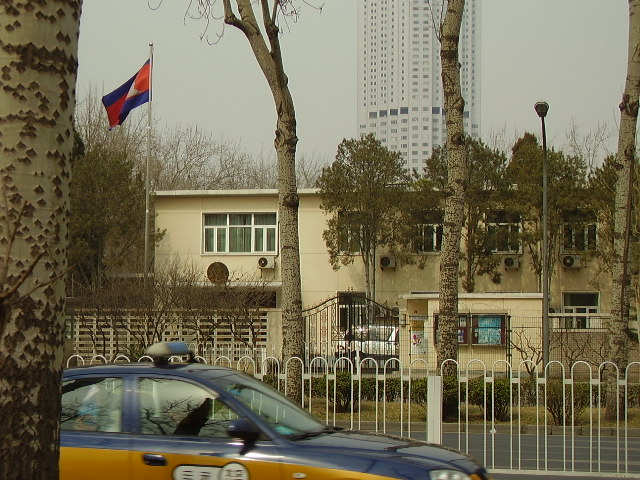
베이징 주재 캄보디아 대사관

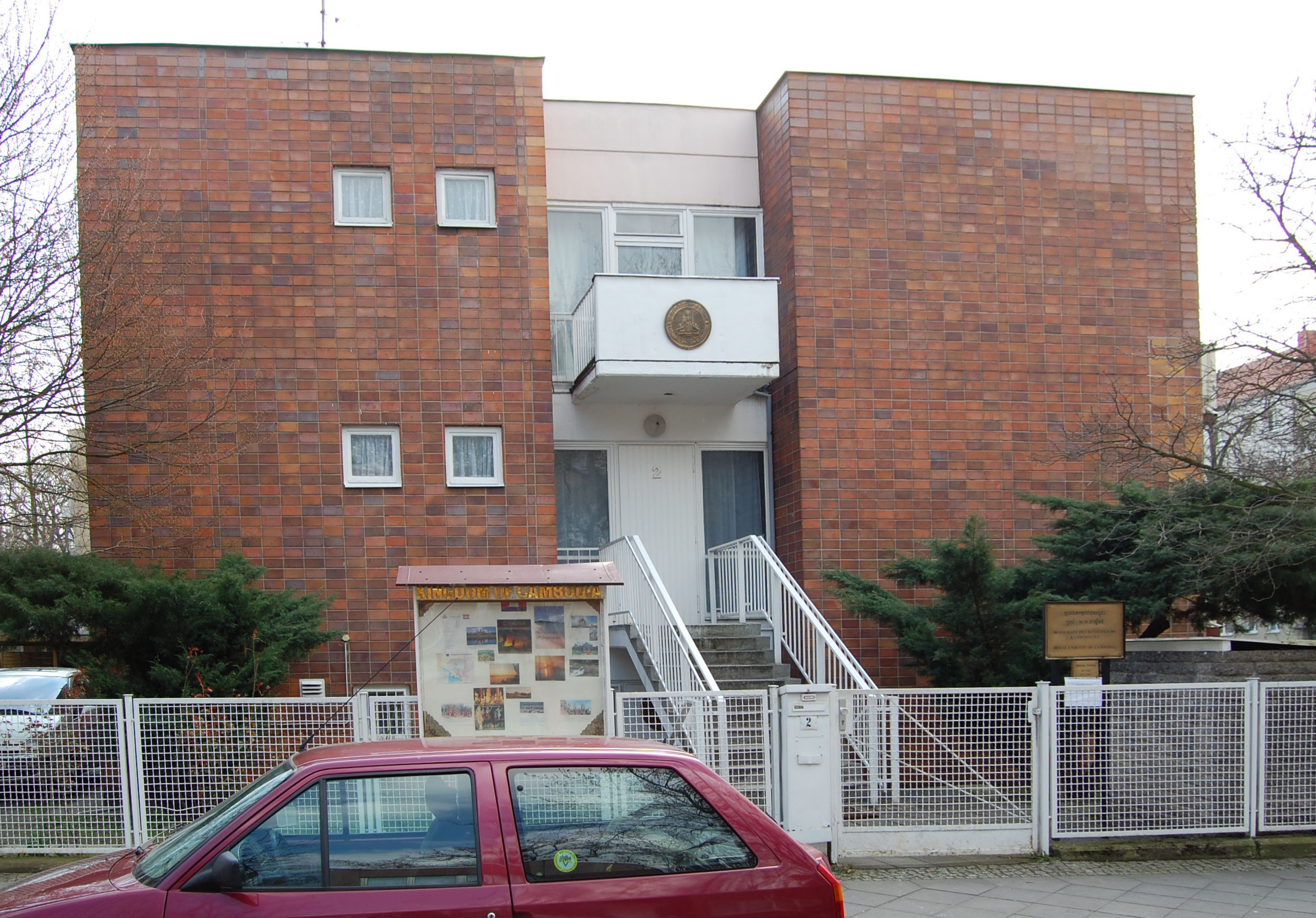
베를린 주재 캄보디아 대사관

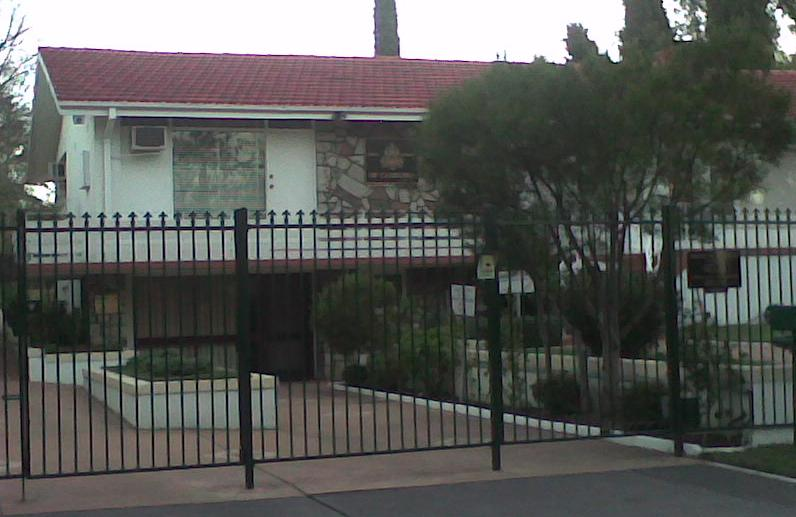
캔버라 주재 캄보디아 대사관

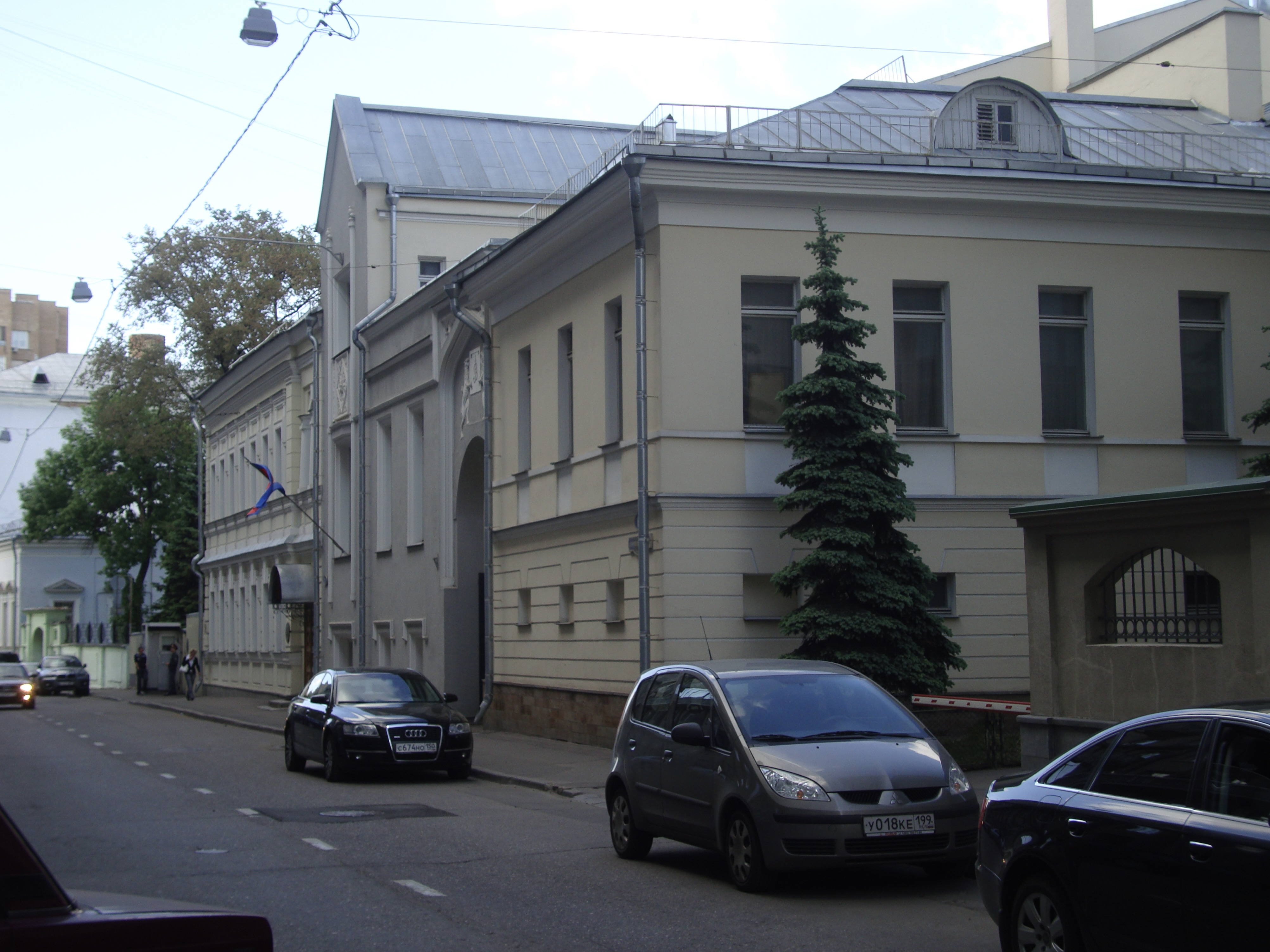
모스크바 주재 캄보디아 대사관

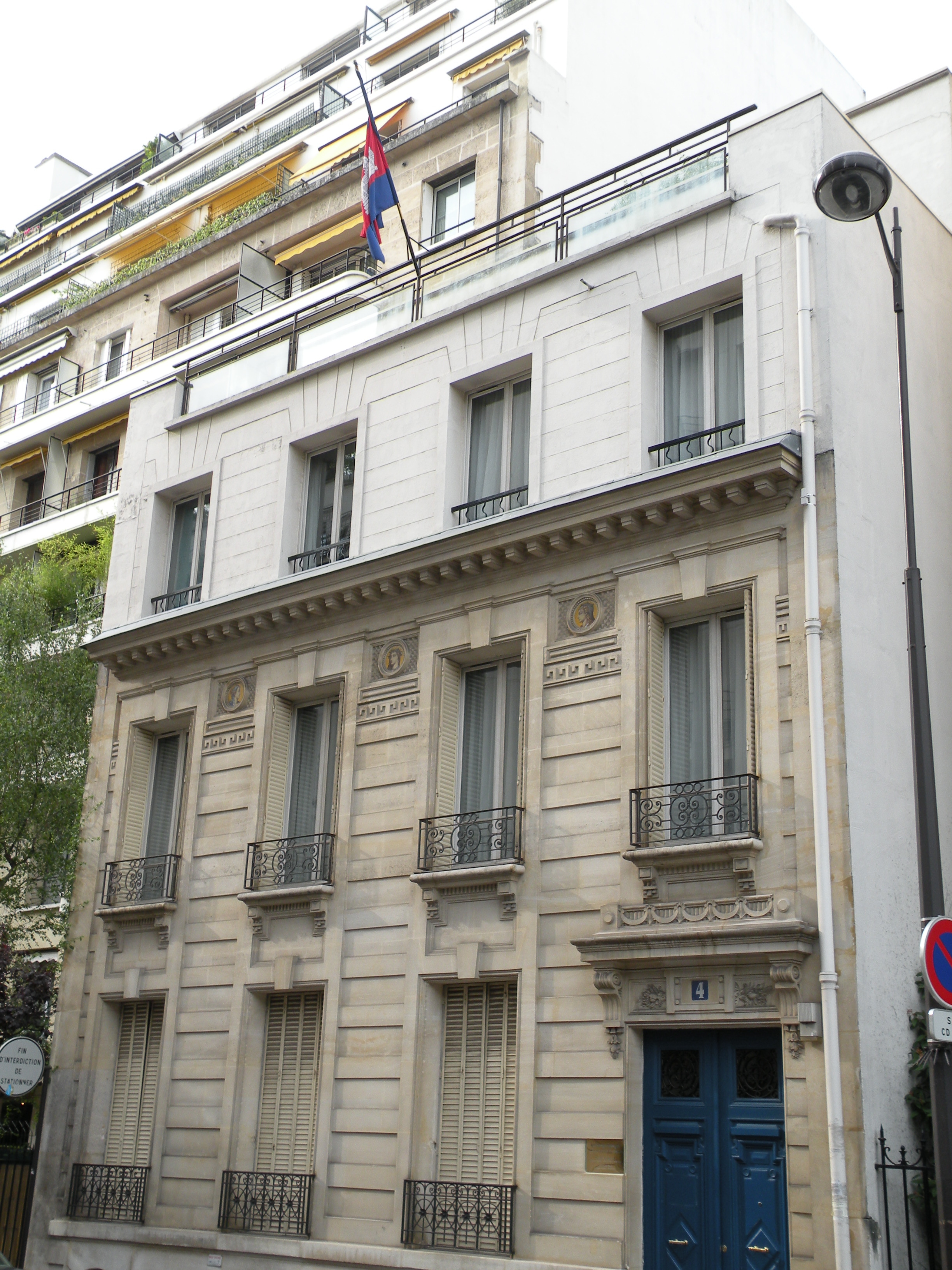
파리 주재 캄보디아 대사관

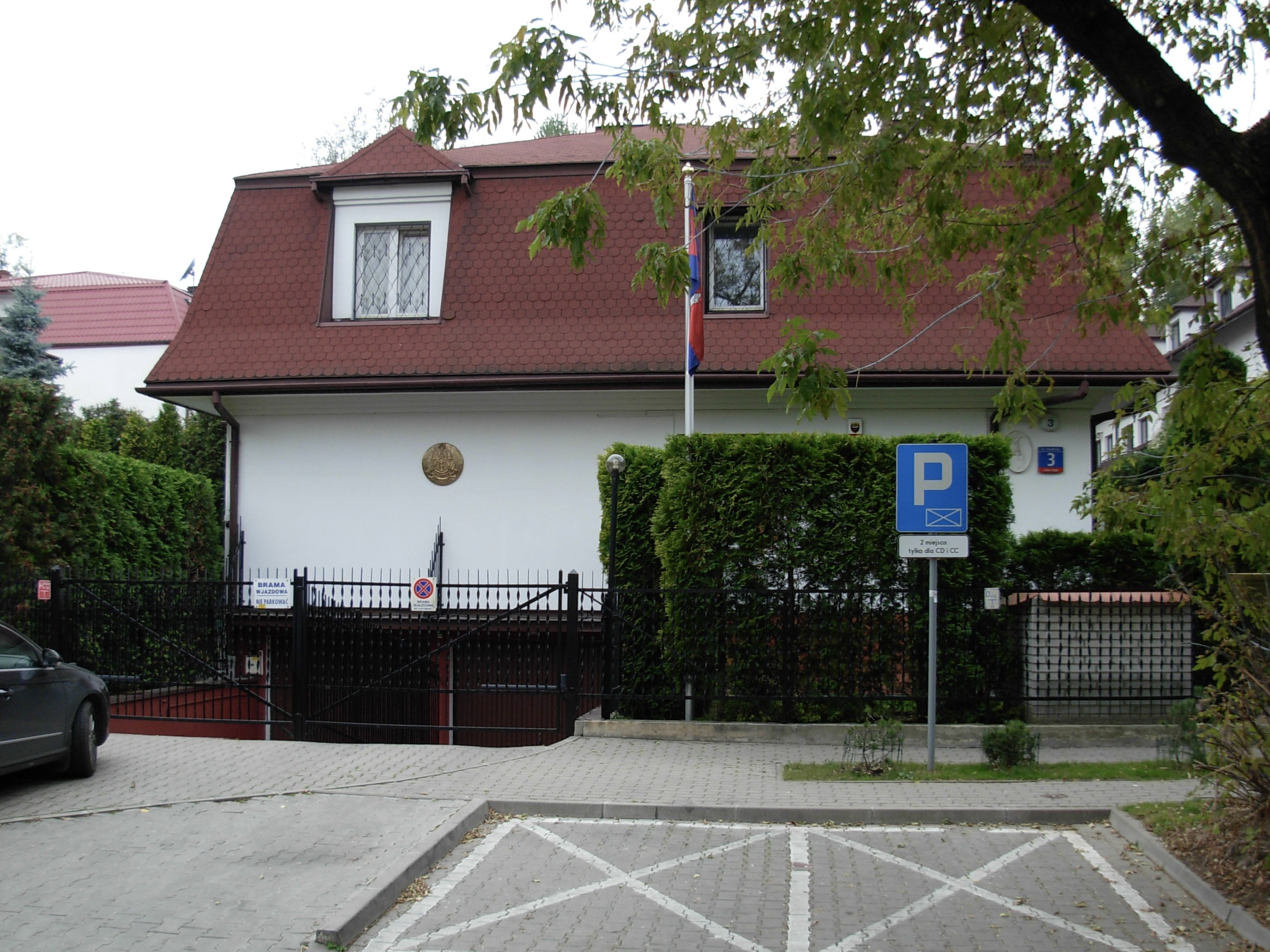
지금은 폐지되어 없어진 바르샤바 주재 캄보디아 대사관

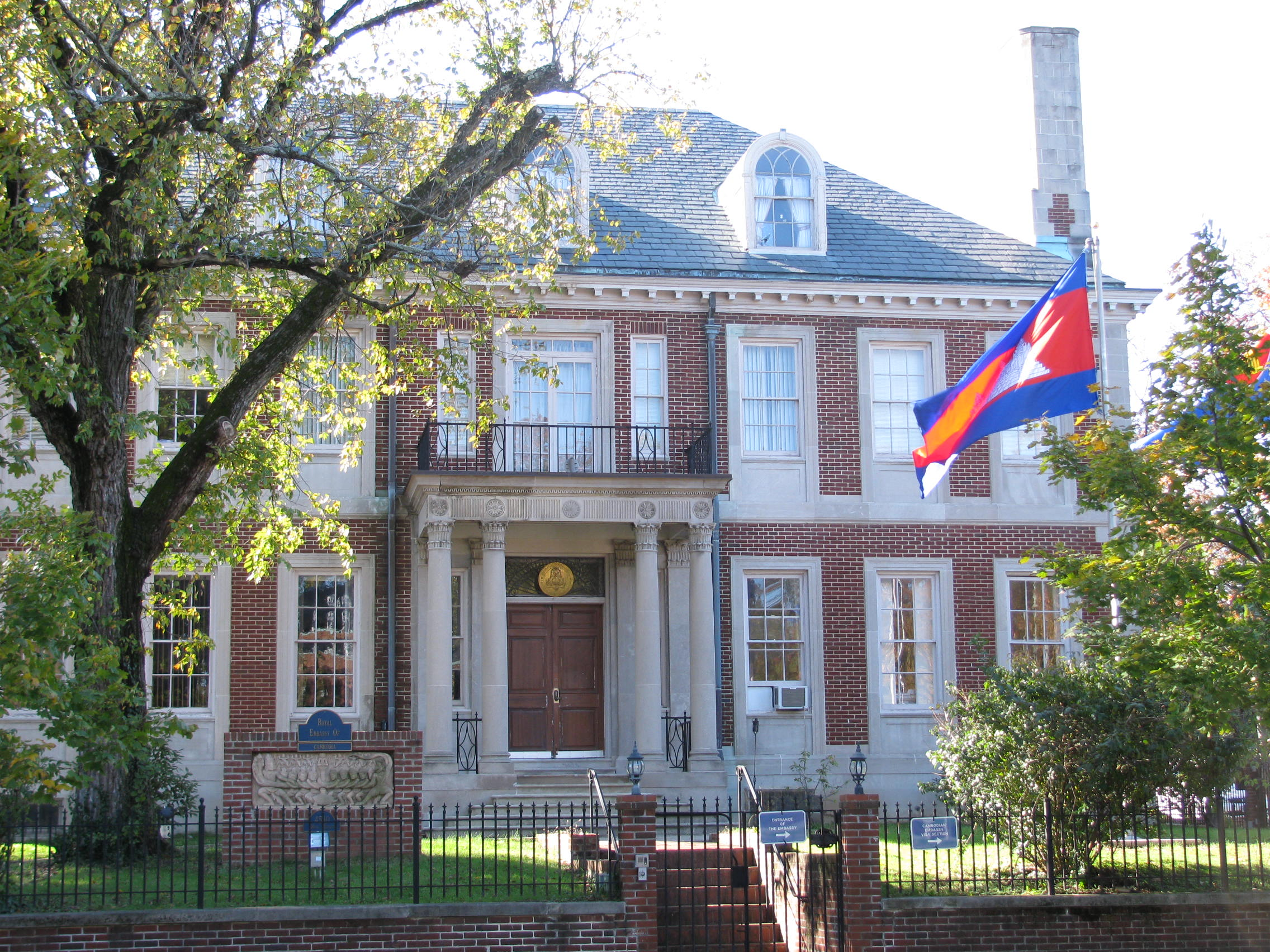
워싱턴 주재 캄보디아 대사관

- 미국 : 워싱턴 D.C. (대사관)
- 쿠바 : 아바나 (대사관)

## 오세아니아
- 오스트레일리아 : 캔버라 (대사관)

## 유럽
- 영국 : 런던 (대사관)
- 벨기에 : 브뤼셀 (대사관)
- 프랑스 : 파리 (대사관)
- 독일 : 베를린 (대사관)
- 러시아 : 모스크바 (대사관)

## 아시아
- 브루나이 : 반다르스리브가완 (대사관)
- 라오스 : 비엔티안 (대사관)
- 중화인민공화국 : 다음과 같음
  - 베이징시 (대사관)
  - 홍콩 (총영사관)
  - 상하이시 (총영사관)
  - 광저우시 (총영사관)
  - 쿤밍시 (총영사관)
  - 난닝시 (총영사관)
  - 충칭시 (총영사관)
- 인도 : 뉴델리 (대사관)
- 인도네시아 : 자카르타 (대사관)
- 일본 : 도쿄 (대사관)
- 조선민주주의인민공화국 : 평양직할시 (대사관)
- 대한민국 : 서울특별시 (대사관)
- 말레이시아 : 쿠알라룸푸르 (대사관)
- 몽골 : 울란바토르 (대사관)
- 미얀마 : 양곤 (대사관)
- 필리핀 : 마닐라 (대사관)
- 싱가포르 : 싱가포르 (대사관)
- 태국 : 방콕 (대사관), 아란야쁘라텟군 (총영사관)
- 베트남 : 하노이 (대사관), 호찌민시 (총영사관)

## 국제 기관 대표부
- 뉴욕 : UN 캄보디아 정부 대표부
- 브뤼셀 : EU 캄보디아 정부 대표부
- 제네바 : 뉴욕과 같음
- 파리 : 유네스코 캄보디아 정부 대표부
- 자카르타 : 동남아시아 국가 연합 캄보디아 정부 대표부

## 같이 보기
- 캄보디아 주재 외국공관 목록